# Musée d’Orsay
A Musée d’Orsay egy állami képzőművészeti múzeum Párizs központi részén, a világ egyik legismertebb múzeuma. 1986-ban nyitották meg. 2007-ben 3 200 000 látogatója volt. A múzeumban 1848–1914 között készült alkotások, köztük impresszionista festmények találhatók. Olyan művészek munkái láthatók itt, mint Cezanne, Degas, Manet, Monet, Pissarro, Renoir és Van Gogh. A múzeum az Orsay rakparton, egy átalakított, korábban lebontásra ítélt vasúti pályaudvar (Gare d’Orsay) épületében található. Területe 57 400 m².

## Galéria

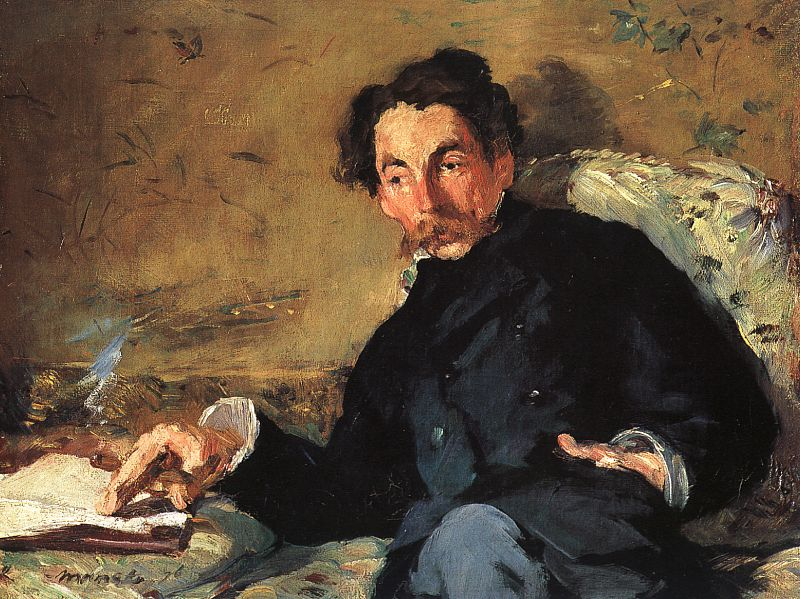
Édouard Manet: Mallarmé arcképe
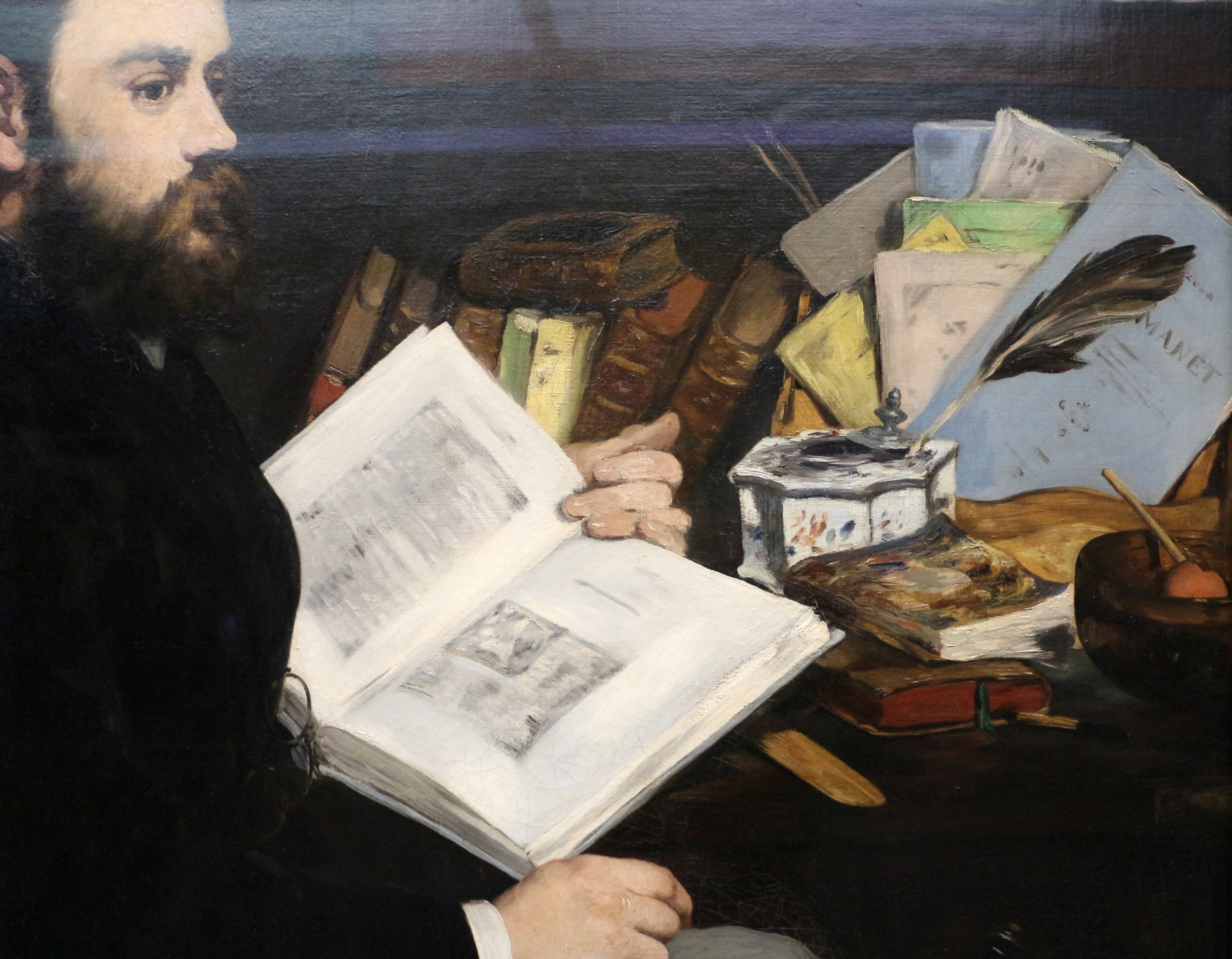
Manet: Émile Zola portréja
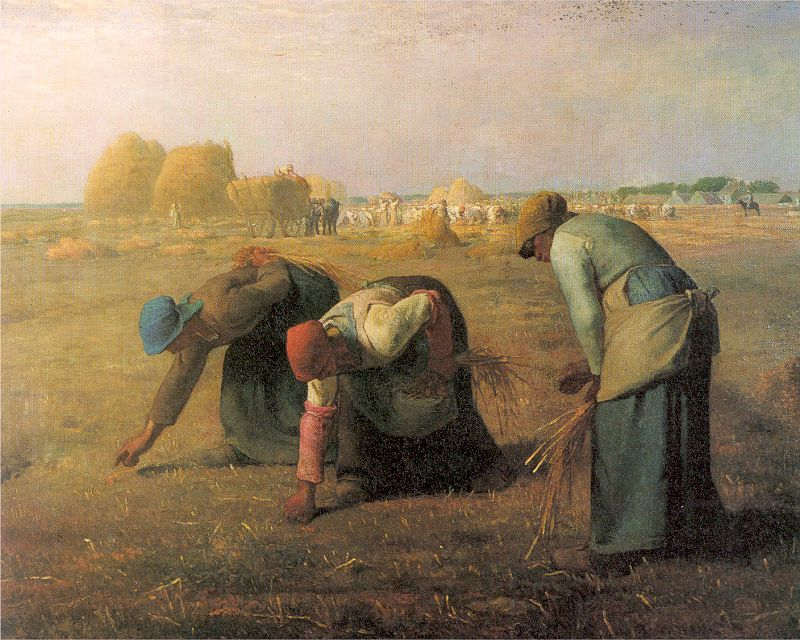
Jean-François Millet: Kalászszedők
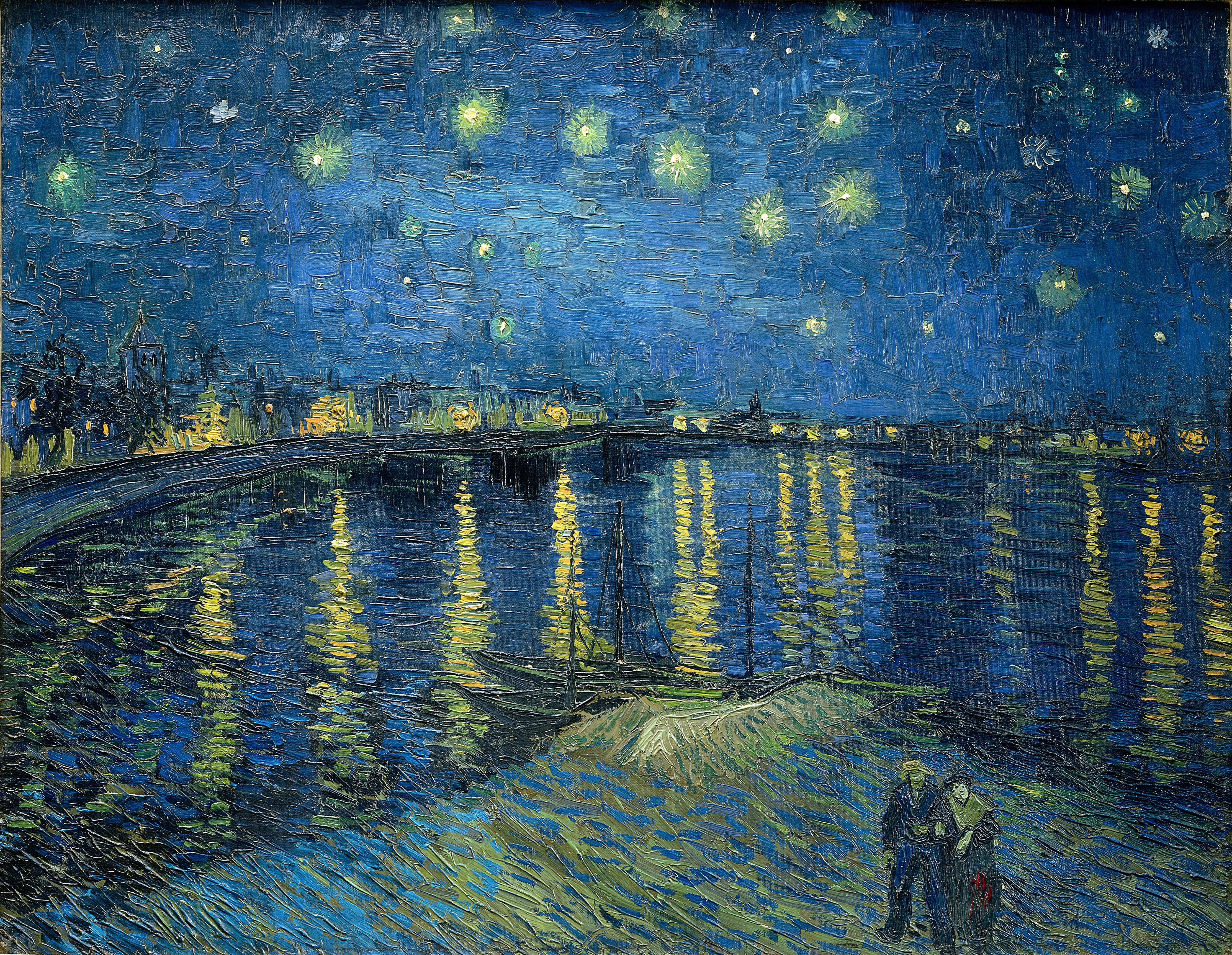
Vincent van Gogh: Csillagos éj
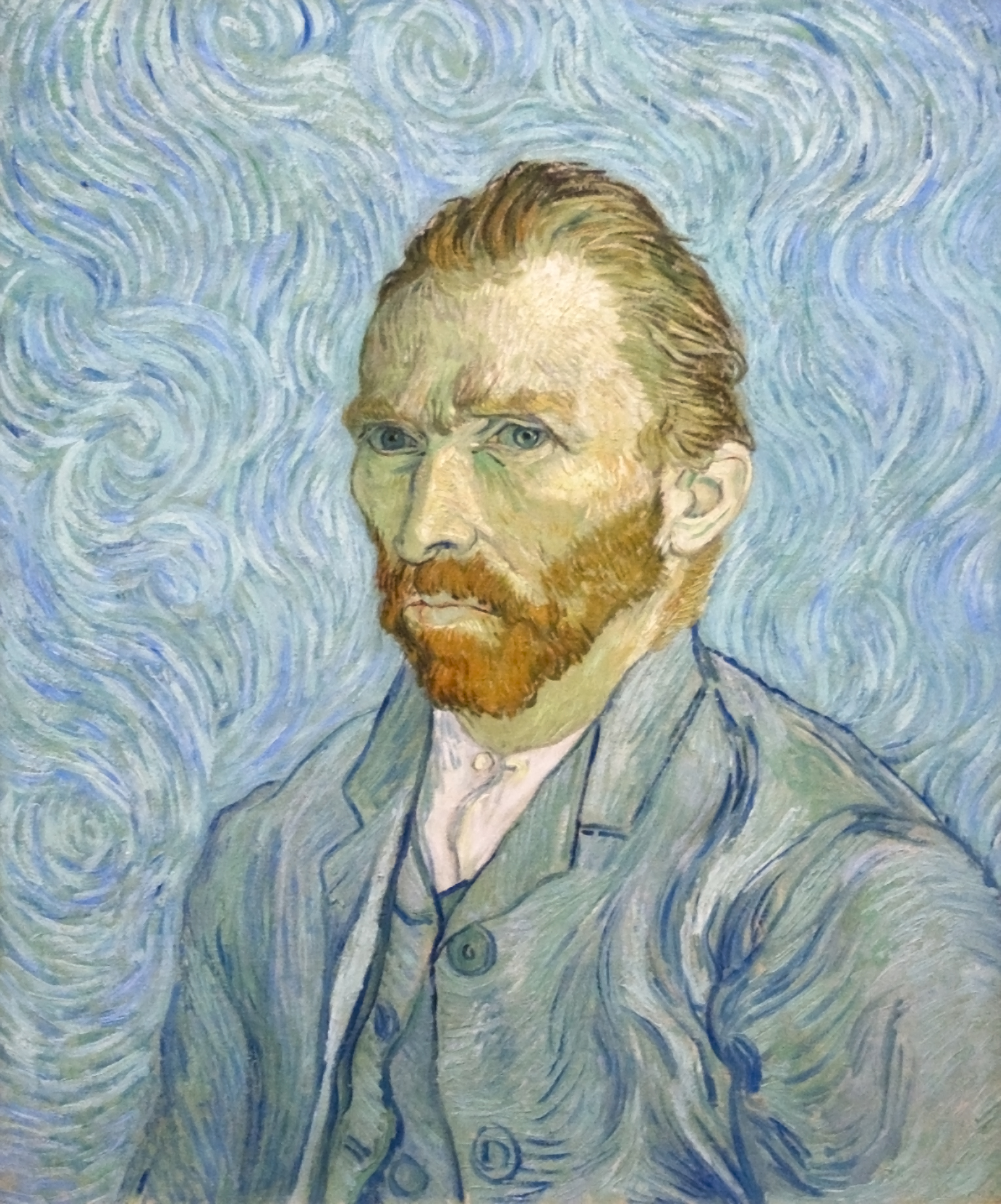
Vincent van Gogh: Önarckép
Pierre-Auguste Renoir: Bál a Moulin de la Galette-ben
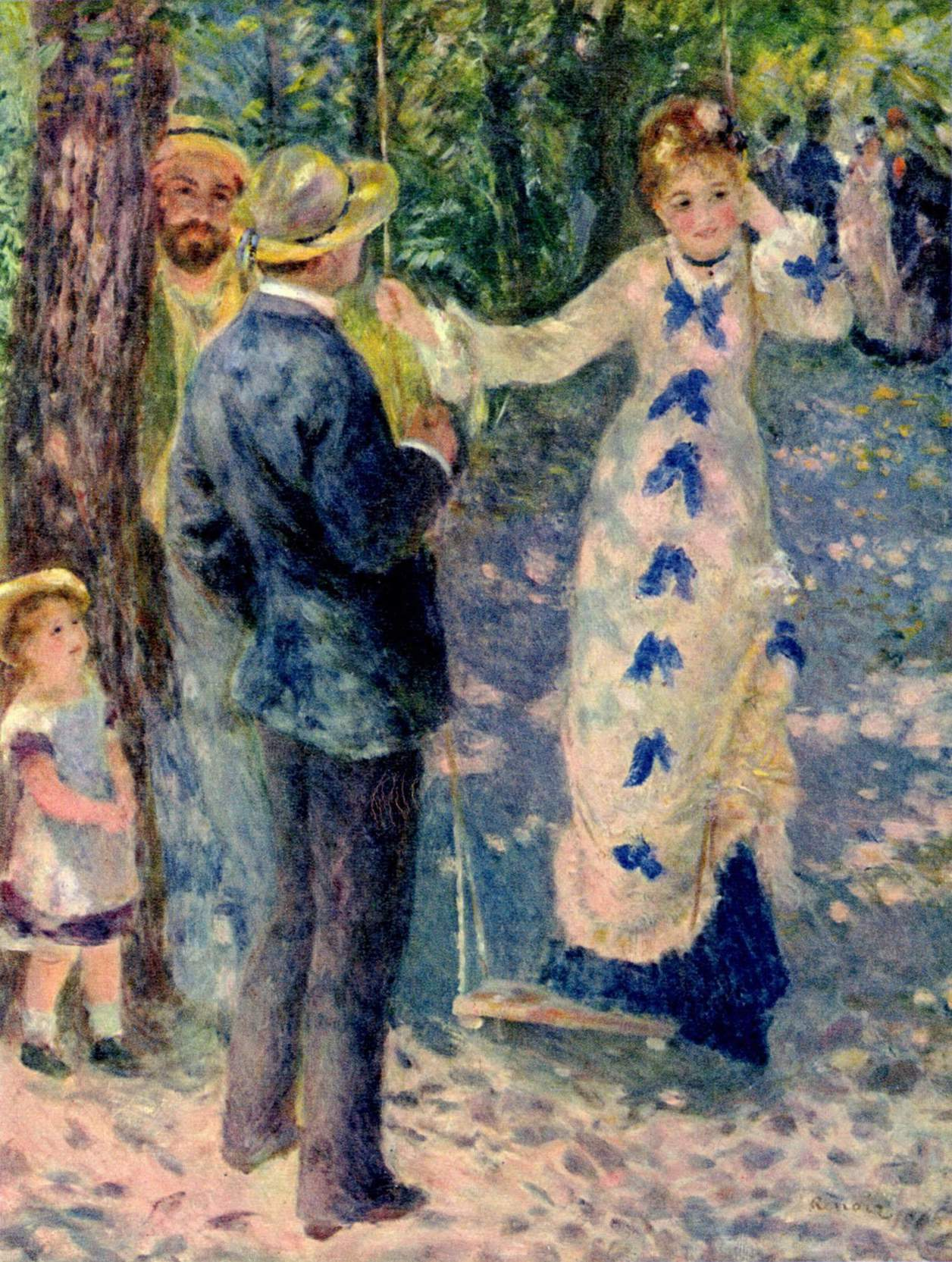
Renoir: A hinta
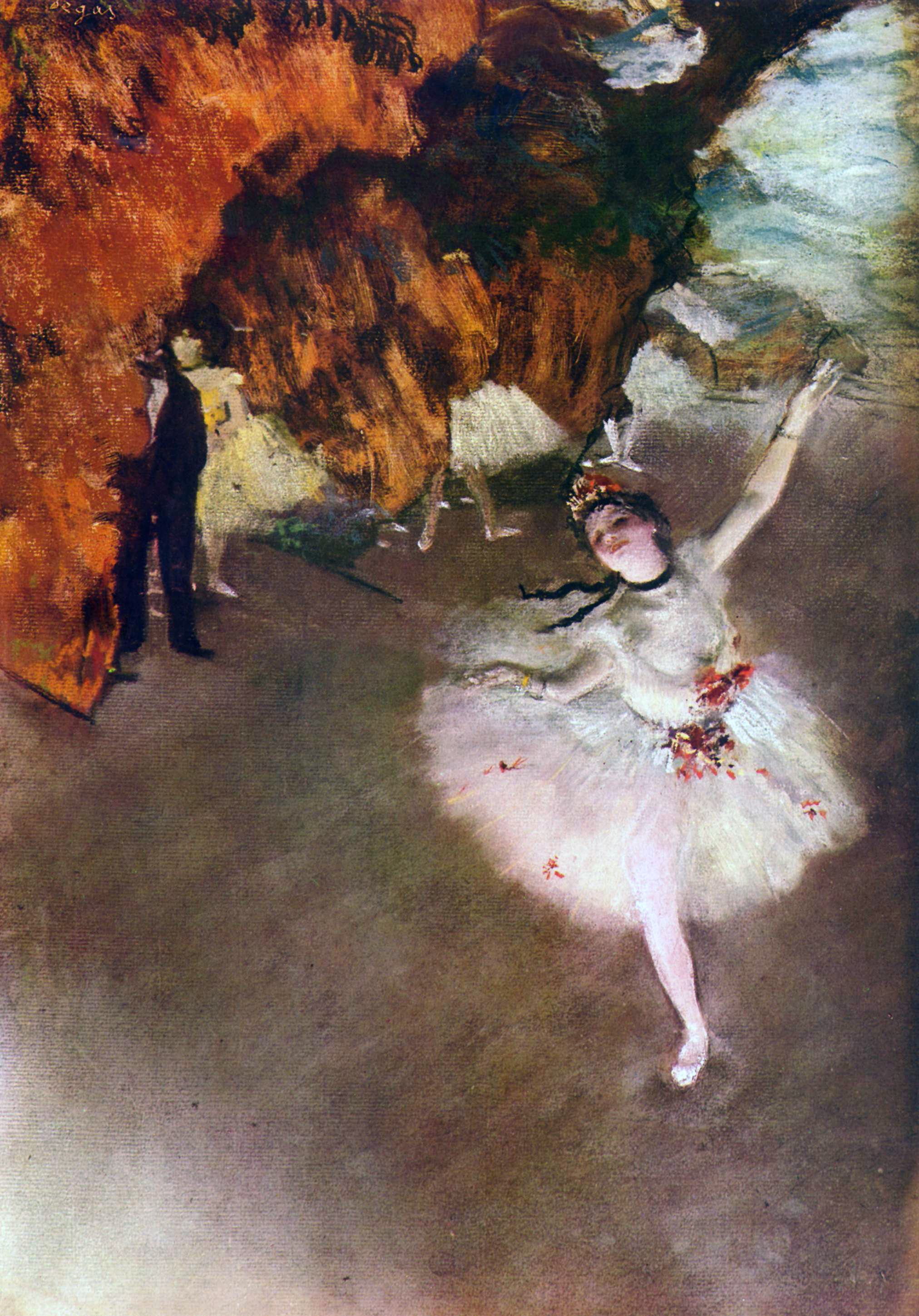
Edgar Degas: A tánc csillaga
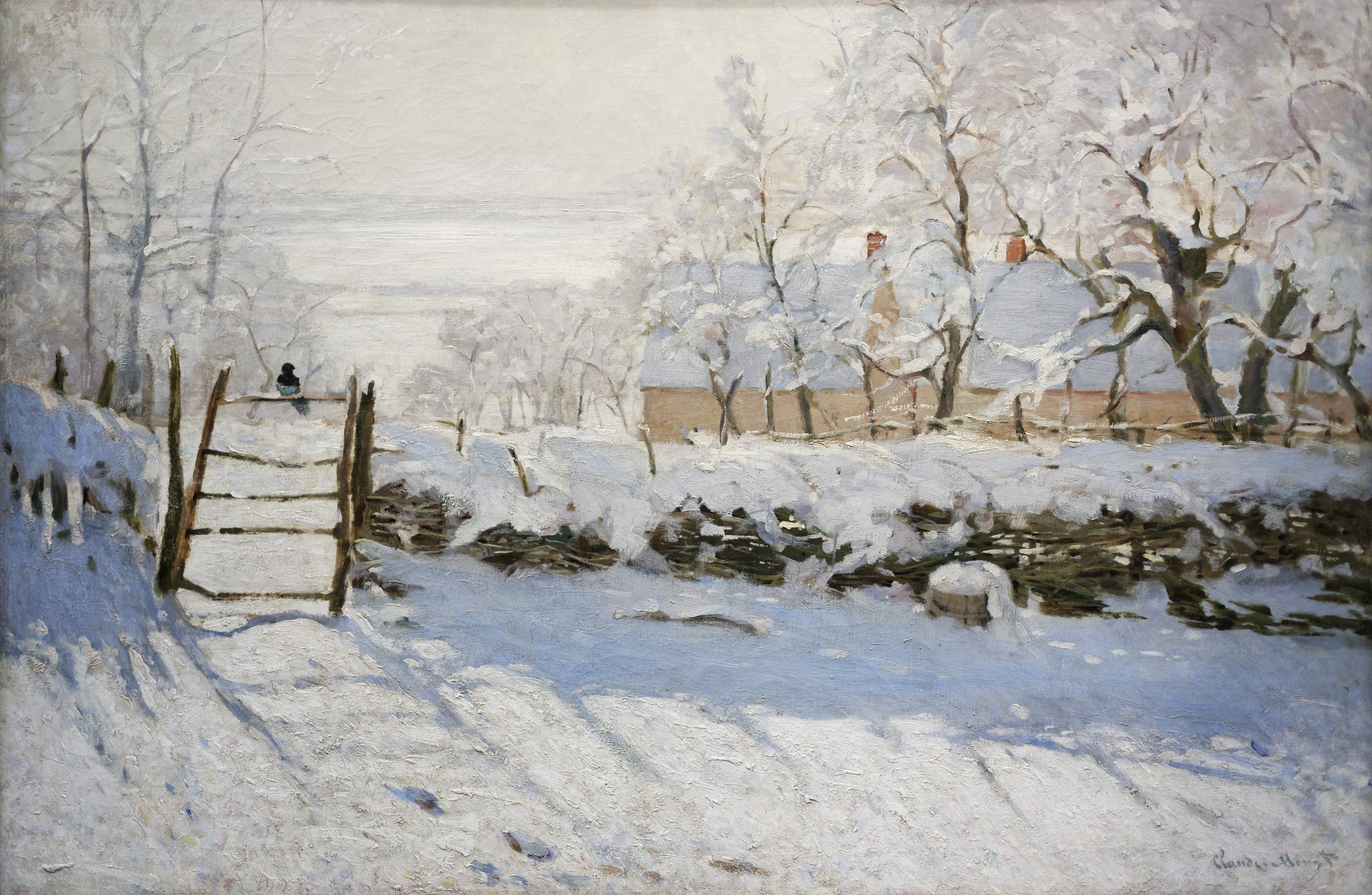
Claude Monet: Varjú
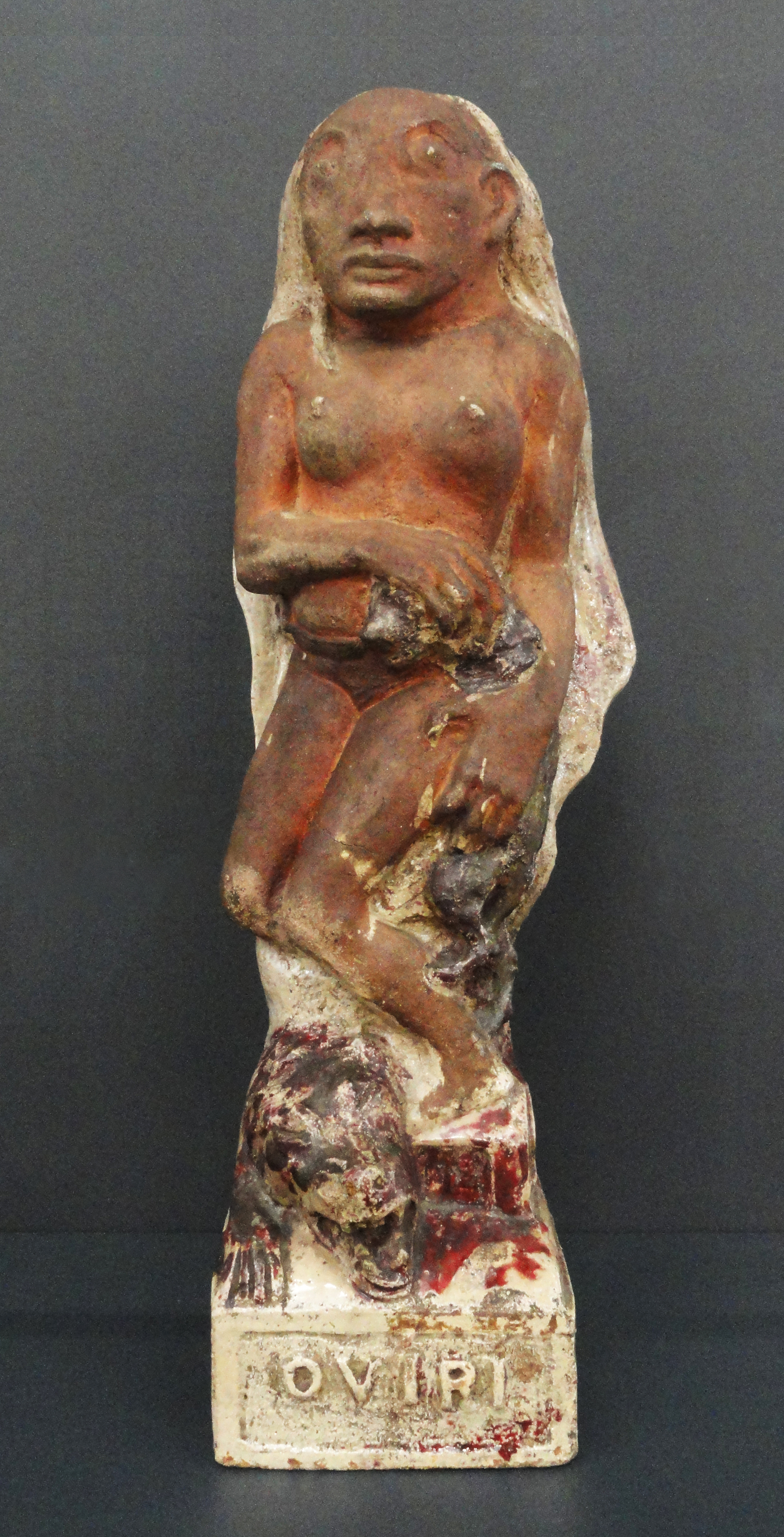
Paul Gauguin: Oviri című szobra